# Tegal Jati
Tegal Jati is een bestuurslaag in het regentschap Bondowoso van de provincie Oost-Java, Indonesië. Tegal Jati telt 6535 inwoners (volkstelling 2010).